# Typhlocaris ayyaloni
Espèce
Statut de conservation UICN

 EN B1ab(ii,iii) : En danger
Typhlocaris ayyaloni est une espèce de crevettes cavernicoles de la famille des Typhlocarididae endémique d'Israël.

## Systématique
L'espèce Typhlocaris ayyaloni a été décrite en 2008 par le zoologiste israélien Moshe Tsurnamal (d) à partir de 18 spécimens récoltés dans une petite mare d'eau saumâtre, chaude et sulfureuse.

## Étymologie
Son épithète spécifique, ayyaloni, fait référence la localité type de l'espèce, la grotte Ayalon (d) située dans les environs de Ramla en Israël.

## Publication originale
- (en) Moshe Tsurnamal, « A new species of the stygobiotic blind prawn Typhlocaris Calman, 1909 (Decapoda, Palaemonidae, Typhlocaridinae) from Israel », Crustaceana, Éditions Brill, vol. 81, no 4,‎ 1er avril 2008, p. 487-501 (ISSN 0011-216X et 1568-5403, OCLC 01565523, DOI 10.1163/156854008783797534).